# شومبرگ (تورینگن)

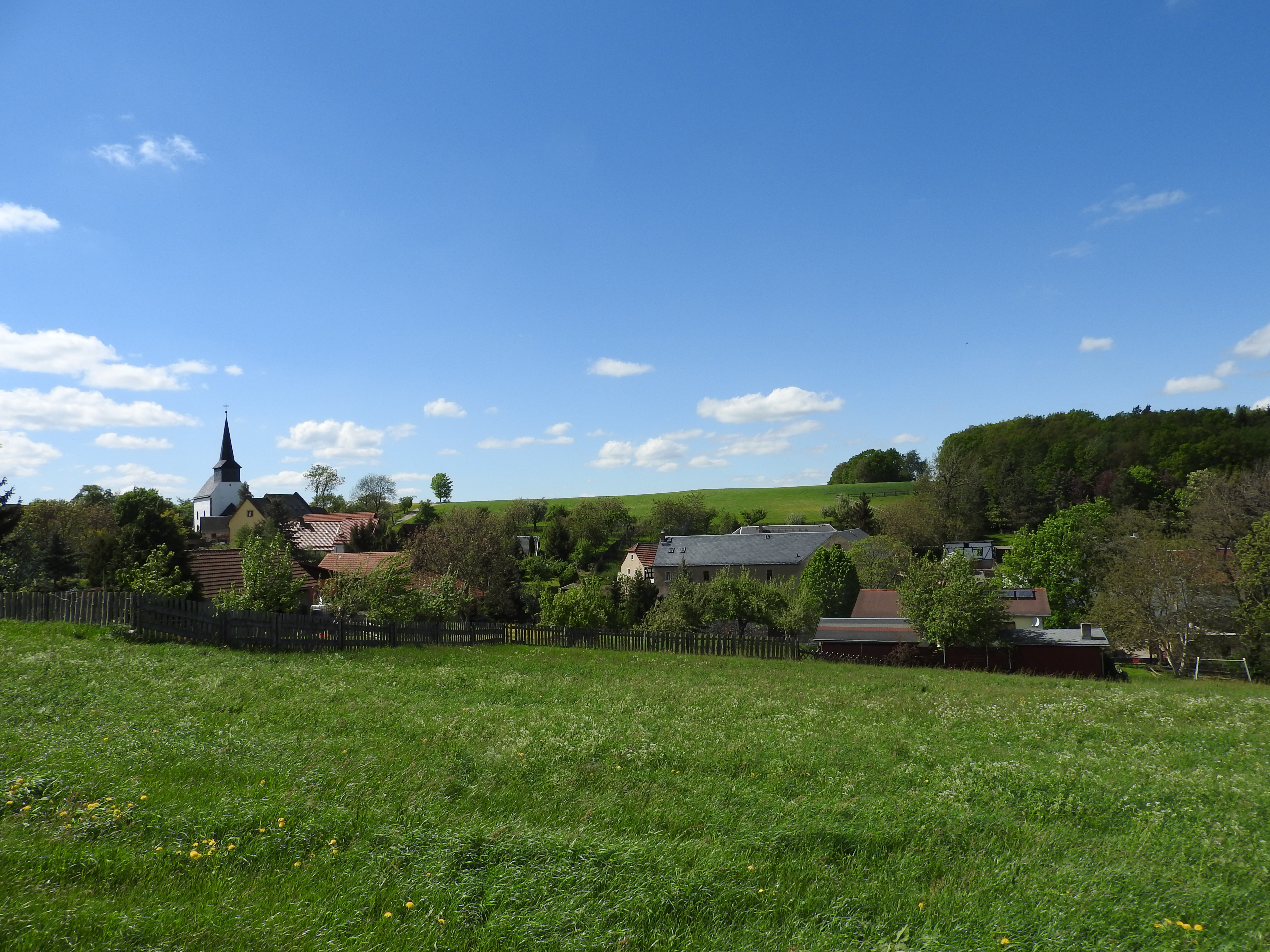
نمایی از شومبرگ

شومبرگ (به آلمانی: Schömberg) یک منطقهٔ مسکونی در آلمان است که در وایدا واقع شده‌است. شومبرگ ۱۰۹ نفر جمعیت دارد.